# 670
670 (DCLXX) var ett normalår som började en tisdag i den julianska kalendern.

## Händelser

### Okänt datum
- Kungadömet Khotan erövras av Tibet.
- Sundariket bildas på Java.

## Födda
- Klodvig III, frankisk kung av Austrasien 675–676 (född omkring detta år)
- Chilperik II, frankisk kung av Neustrien och Burgund 715–719 samt av Frankerriket 719–721 (född omkring detta eller nästa år)

## Avlidna
- Hasan ibn Ali, shiaimam.
- 15 februari – Oswiu av Northumbria, kung av Bernicia